# 沙沙比 (亞利桑那州)
沙沙比（英語：Sasabe）是位於美國亞利桑那州皮馬縣的一個非建制地區。該地的面積和人口皆未知。

## 地理
沙沙比的座標為31°29′19″N 111°32′31″W / 31.48861°N 111.54194°W，而該地的平均海拔高度為1078米（即3537英尺）。